# Leandra rigida
Leandra rigida är en tvåhjärtbladig växtart som beskrevs av Célestin Alfred Cogniaux. Leandra rigida ingår i släktet Leandra och familjen Melastomataceae. Inga underarter finns listade i Catalogue of Life.